# Djema'a
El terme jemaa (àrab: جماعة, jamāʿa, ‘congregació’ o ‘reunió’), en el context del Sàhara Occidental, es refereix tant a les elits que governaven les tribus sahrauís com al consell de govern d'ancians sahrauís creat en maig de 1967 per les autoritats colonials espanyoles del Sàhara Espanyol.

## Jemaa: lideratge tribal
La jemaa era el cos dirigent en les tribus sahrauís, compost pels ancians i els líders electes. Organitzava els esforços de guerra, partides d'atac, legislació i diplomàcia, entre altres coses, i també es van resoldre diferències entre els membres de la tribu. De vegades es reunia una assemblea més àmplia coneguda com a Ait Arbein (Consell dels Quaranta), composta pels ancians de diverses tribus, per tal organitzar la comunitat contra una invasió estrangera o altres preocupacions supratribals.
L'organització exacta de la jemaa variava d'una tribu a una altra, però en general incorporava costums amazics i tradicions àrabs i basava les seves pràctiques en la llei islàmica. Les dones serveixen en la jemaa en almenys algunes de les tribus sahrauís.

### Declivi
El tribalisme com a estructura social perdurable havia governat els sahrauís des que van aparèixer per primera vegada a la zona en l'Edat Mitjana, però una combinació de colonització i modernització havia erosionat gradualment el seu control sobre la població.
Després que Espanya i França va envair el territori en 1884 les jemma es van mantenir molt actives, però a mesura que l'Exèrcit espanyol va estendre gradualment el seu control i va sotmetre les tribus, els líders de la jemaa resistents van ser assassinats o empresonats, mentre que altres van ser coaccionats o subornats perquè cooperessin amb els colonitzadors. La rebel·lió de Maa-el-Ainin en 1900 representaven una última resistència de la societat tribal tradicional contra la colonització. En la dècada de 1950, l'autoritat tribal s'estava erosionant lentament a causa de la urbanització i les noves formes de vida.
Les dures mesures repressives espanyoles després de la Guerra d'Ifni, incloent l'assentament forçós, acceleren aquest procés. El 1967 per primer cop els polítics nacionalistes sahrauís s'organitzaren en un partit polític modern, el Harakat Tahrir. Les tradicions i les divisions tribals segueixen sent fortes en la societat sahrauí, tot i que el sistema formal de la jemaa ha estat destruït en gran manera per l'aparició dels Estats moderns.

### L'actitud del Govern davant el tribalisme
El Front Polisario (vegeu més endavant) ha tingut generalment una actitud hostil al tribalisme, argumentant que és un model de govern obsolet i antidemocràtic i ha fet campanya activa contra el tribalisme als camps de refugiats de la província de Tindouf i a les zones del Sàhara Occidental controlades per la República Àrab Sahrauí Democràtica. En general Marroc l'ha aprofitat per obtenir la lleialtat dels ancians tribals a les zones que controla. A Mauritània les comunitats de sahrauís i moros estan encara fortament organitzades tribalment.

## Jemaa: cos colonial espanyol
La Jemaa també fou un consell de govern d'ancians sahrauís creat en maig de 1967 per les autoritats del Sàhara Espanyol, avui Sàhara Occidental. Els dirigents de la Jemaa eren elegits, però les autoritats colonials controlaven efectivament el procés i els candidats seleccionats. La primera volta de les eleccions es van dur a terme entre el 14 de juliol i el 20 d'agost de 1967 i la Jemaa va ser inaugurada l'11 de setembre a Al-Aaiun. Una segona ronda de la Jemaa va ser elegida el gener de 1971, i com que la revolta del Front Polisario va començar el 1973, va ser també l'última.
Els membres de la Jemaa sovint tenien un estatus a les tribus, però no necessàriament eren considerats autèntics representants dels membres de la tribu. La Jemaa tenia poc poder efectiu, però de tant en tant era consultada pels governadors militars espanyols, i se li va permetre enviar representants a Madrid. La seva funció principal era proporcionar a l'ocupació una façana de legalitat als ulls de la població sahrauí, a partir de tradicions com la Jemaa tribal i l'Ait Arbein.

### Dissolució
En 1974-1975 la Jemaa perd en importància, ja que Espanya va establir una nova organització en suport de les seves polítiques, el Partit de la Unió Nacional Sahariana (PUNS), que va absorbir molts dels membres de la Jemaa i la major part de les seves funcions polítiques. Sense el suport espanyol, i amb Franco declarant la seva intenció d'alliberar el territori, molts dels membres de la Jemaa desertaren precipitadament al Front Polisario, un moviment rebel que va créixer ràpidament per la seva activitat guerrillera contra la presència espanyola. Un nombre més petit també va marxar al Marroc per donar suport les reclamacions d'aquest país del Sàhara Occidental com a les seves províncies del Sud, i alguns a Mauritània on es van presentar com a partidaris del govern maurità a Tiris al-Gharbiyya. Després de la invasió conjunta del Sàhara Occidental per Marroc i Mauritània a la fi de 1975, la Jemaa es va dispersar en l'èxode massiu de refugiats que van seguir-ne.

### Sostenint reivindicacions de legitimitat
La majoria dels seus membres (67 de 102) va votar el 12 d'octubre de 1975 al congrés d'Ain Ben Tili (Mauritània) recolzat pel Polisario, denunciar la invasió marroquina, declarar el suport al Polisario i dissoldre la Jemaa, per tal que no fos possible explotar el cos amb finalitats polítiques. Més tard, però, el govern del Marroc va convocar una reunió dels membres de la Jemaa al Marroc per declarar el seu suport a l'annexió del territori, i el seu cap Jatri Uld Said Uld Yumani va jurar lleialtat al rei. Això va ser qüestionat pel Polisario, que va argumentar que:
- Mai hi va haver una congregació present completa, (eren menys de la meitat dels membres totals) així que no hi havia quòrum.
- Fins i tot si n'hi hagués hagut, la Jemaa havia estat prèviament dissolt per decisió de la majoria i, per tant, la gropa del Marroc, la Jemaa no posseïa cap legitimitat política.

El 27 de febrer de 1976, el moviment d'independència al Sàhara Occidental, el Polisario, va proclamar la República Àrab Sahrauí Democràtica, destinat a reemplaçar la Jemaa com un òrgan de govern sahrauí.
Encara que cap de les parts va reconèixer l'autoritat de la Jemaa quan era operativa, denunciant-la com un titella d'Espanya, tant el Polisario com Marroc segueixen utilitzant aquests casos de presumpte suport de la Jemaa com un argument a favor de la independència o a l'annexió en l'irresolt conflicte del Sàhara Occidental.